# Вітебський Яків Давидович
Я́ків Дави́дович Ві́тебський (1919—1992) — український і російський лікар, доктор медичних наук, заслужений лікар РРФСР.

## Життєпис
Народився 1919 року в Кременчуці Кременчуцького повіту Полтавської губернії.
У червні 1941 року з відзнакою закінчив 1-й Харківський державний медичний інститут. Трудову діяльність розпочав в жовтні 1941-го (Курганська міська лікарня) хірургом, одночасно працював ординатором хірургічного відділення евакогоспіталю № 1130. У 1944—1947 роках — консультант хірургічного відділення евакогоспіталю № 1273, який згодом став Курганським обласним госпіталем для ветеранів воєн.
З 1943 по 1946 рік — головний лікар Курганської міської лікарні. У серпні 1946 року переведений на роботу завідуючим хірургічним відділенням Курганської обласної лікарні. У вересні 1949 року призначений головним хірургом Курганського обласного відділу охорони здоров'я.
1952 року на кафедрі Свердловського медичного інституту захистив кандидатську дисертацію «Заворот сліпої кишки».
1968 року в Інституті хірургії ім. О. В. Вишневського захистив докторську дисертацію «Илеоцекальный отдел кишечника как хирургическая проблема» (Ілеоцекальний відділ кишки як хірургічна проблема).
Протягом 1960—1987 років був членом Курганського обласного комітету КПРС.
У 1973 році призначений завідувачем проблемної науково-дослідної лабораторії хірургії гастроентерології Тюменського медичного інституту в Кургані (за сумісництвом).
1989 року очолив Курганський республіканський Центр клапанної гастроентерології.
Запропонував 49 клапанних анастомозів на органах травлення, 51 новий варіант операцій. За розробку і впровадження в клінічну практику отримав 2 авторських свідоцтва та 29 посвідчень на раціоналізаторські пропозиції.
Є автором понад 300 друкованих наукових робіт, 6 монографій. Був редактором 15 збірників наукових праць.
Виступав з доповідями на з'їздах, конференціях, засіданнях наукових товариств, зокрема на міжнародному конгресі хірургів у Римі (1959), на міжнародному конгресі онкологів в Москві (1969), на VI і VIII національних конгресах хірургів Болгарії (1979, 1984).
За роки роботи головним хірургом Курганської області підготував понад 1200 хірургів.
Протягом 1952—1992 років був головою правління Курганської обласної організації товариства «Знання», обирався членом правління Всеросійського товариства «Знання», Всеросійського науково-медичного товариства хірургів та Всеросійського товариства гастроентерологів.
Народний депутат РРФСР та Російської Федерації в 1990—1992 роках.
Помер 28 листопада 1992 року. Похований на курганському Новому Рябковському кладовищі.

## Нагороди
- Заслужений лікар РРФСР (1961)
- Орден Леніна (1961)
- Орден Трудового Червоного Прапора (1971)
- Орден Жовтневої Революції (1976)
- Орден Дружби народів (1981)
- дев'ять медалей
- вища нагорода Всесоюзного товариства «Знання» — медаль ім. М. І. Вавилова.
- Почесний громадянин Курганської області (2014, посмертно)